# San Juan Chancalaíto
San Juan Chancalaíto är en ort i Mexiko.   Den ligger i kommunen Palenque och delstaten Chiapas, i den sydöstra delen av landet, 800 km öster om huvudstaden Mexico City. San Juan Chancalaíto ligger 125 meter över havet och antalet invånare är 792.
Terrängen runt San Juan Chancalaíto är huvudsakligen lite kuperad. San Juan Chancalaíto ligger nere i en dal. Runt San Juan Chancalaíto är det ganska glesbefolkat, med 34 invånare per kvadratkilometer. Närmaste större samhälle är Cristóbal Colón, 19,6 km sydost om San Juan Chancalaíto. I omgivningarna runt San Juan Chancalaíto växer i huvudsak städsegrön lövskog.